# 竹館村
竹館村（たけだてむら）は、かつて青森県にあった村。

## 概要
旧平賀町西部の平野部から東部山間地にかけての広範囲を含んでいた。明治時代までは、中心街に遠く、不便な山間の寒村であった。山間部が多いため、住民の生活も苦しかったが、1875年頃からリンゴ栽培が始まり、生活は向上した。山間部の傾斜地は、リンゴ栽培の適地であり、1907年、青森県初のりんご生産組合無限責任竹館林檎生産購買販売信用組合が設立された。組合長相馬貞一は地域の豪農でありリンゴ栽培に一生をかけた人物である。現在にいたるまで旧同村内（特に唐竹、広船地区）はリンゴの名産地である。

## 地理
- 山岳：櫛ヶ峯、矢捨山、藤沢森、柴森
- 河川：浅瀬石川、広船川、枇杷田川、嘉瀬沢、小国川、切明川、寒川、深川、滝ノ股川、上横前沢、中横前沢、下横前沢、滝ノ沢、摺毛沢、無沢、甚右エ門沢、砂子沢、登戸沢、西股沢、小屋場沢、根越沢、滝ノ股沢、萢ノ沢、田堰沢、袖川沢、黒沢、赤滝沢、軽石沢、白水沢、中野沢、甚九郎沢

## 沿革
- 1889年（明治22年）4月1日 - 町村制施行により南津軽郡唐竹村、沖館村、新館村、広船村、小国村、切明村、葛川村が合併し、竹館村が発足。
- 1895年（明治28年） - 南津軽郡尾崎村の大字町居を編入。
- 1901年（明治34年）7月1日 - 大字町居が分立し南津軽郡町居村が発足。
- 1955年（昭和30年）3月1日 - 南津軽郡柏木町、大光寺町、町居村、尾崎村と合併し、平賀町となり消滅。